# Diane Arbus
Diane Arbus (Nova Iorque, 14 de março de 1923 — Nova Iorque, 26 de julho de 1971) foi uma fotógrafa e escritora norte-americana, conhecida pelas suas fotografias quadradas em preto-e-branco de pessoas comuns e de pessoas marginalizadas em suas vidas cotidianas. Suicidou-se em 26 de julho de 1971.
Seu interesse por fotografia surgiu no início da vida adulta, ao lado de seu marido, com o qual começou uma agência de fotografia profissional cujos trabalhos estamparam diversas edições de moda da época, as quais interessavam-se pela abordagem crua do casal. Arbus, no entanto, revelou para um amigo que tinha medo de que fosse conhecida simplesmente como “a fotógrafa de aberrações”.
Em 1971, após uma série de crises depressivas, Arbus suicidou-se. Sua obra tornou-se cada vez mais popular e foi a primeira norte-americana a ter fotografias expostas na Bienal de Veneza. Milhões de pessoas viram sua obra em exposições móveis entre 1972 e 1979. Entre 2003 e 2006, Arbus e a sua obra foram o tema de outra grande exposição móvel, Diane Arbus Revelations.

## Biografia

### Infância
Nascida em 14 de março de 1923, Diane Arbus foi a segunda dos três filhos de uma rica família judaica de Nova York. Cresceu com pouco contato com a parte da família de lado paterno, de pobres imigrantes, tendo sido a de lado materno parte integral de sua vida familiar e ajudado seus pais a enriquecerem através da loja de peles Russeks.
Estudou, como seus irmãos, na Ethical Culture School e Fieldston School, em Manhattan. Mais tarde disse que a riqueza da sua infância “tinha algo de surreal, que nos confinava a todos. Tudo que conseguia sentir era a minha própria surrealidade” – via grande parte da sua carreira posterior como uma “busca por essa realidade à qual não teve contato”.
Em 1929, aos seis anos de idade, com a crise econômica, a rotina familiar mudou. Apesar de não recordar-se de grandes alterações na vida de sua família, relatou que houve uma mudança de endereço para o Central Park West, reuniões para tratar das preocupações com os negócios, demissões de criados e a vinda de seu avô materno para sua casa.

### Juventude
Na adolescência passou a ter mais contato com os negócios e as tradições da família: “No meio do primeiro andar daquela loja, onde depositavam-se as peles, sempre sentia-me como uma princesa de um péssimo filme em um cenário obscuro da Transilvânia ou de algum país europeu.” Quando se aposentou da loja, o pai de Arbus tornou-se pintor, o que acabou por influenciar seus filhos, que se interessaram por arte: sua irmã mais nova tornou-se escultora e designer e seu irmão um renomado poeta. Ela também foi levada a pintar em aulas de pintura pagas por seu pais, mas detestava-as.
Aos catorze anos, Diane conheceu Allan Arbus, de dezenove anos, que trabalhava no departamento de arte da Russeks e a quem Diane se apaixonou e começou uma relação intensa. As tentativas de seus pais de separá-los assemelharam-se às de seus avós na época de seus pais, que impediram-na de visitar Allan, o que, entretanto, não impediu-os de, pelos próximos quatro anos, encontrarem-se clandestinamente.
Em 1941, ao completar dezoito anos e tornar-se legalmente independente, casou-se com Allan, o que não deu outra alternativa para seus pais a não ser aceitar o casamento. Em 1969, divorciou-se legalmente de Allan, mesmo que antes a relação já tenha acabado, da qual resultou dois filhos, Doon e Amy.

### Morte
Durante sua vida, temendo a fama, a necessidade de dinheiro e o desvio artístico, Arbus enfrentou diversos episódios de depressão, similares aos que sua mãe enfrentou. A hepatite, pela qual foi hospitalizada em 1968 e 1966, fez com que sentisse-se fraca e pensasse que estava perdendo a sua independência, o que possivelmente agravou a sua depressão. Escreveu, em 1968, “Eu explodo e acalmo-me muitas vezes”, e o seu ex-marido disse que ela tinha “violentas mudanças de humor”.
Em 26 de julho de 1971, aos 48 anos de idade, vivendo na Westbeth Artists Communit, em Nova York, Arbus suicidou-se ingerindo barbitúrico e cortando os pulsos com uma navalha. Seu corpo foi descoberto dois dias depois dentro de sua banheira, pelo seu antigo mentor e amigo Marvin Israel.

## Carreira fotográfica

### Dupla com o marido
O interesse dos Arbuses em fotografia os levou a, em 1941, visitar a galeria de Alfred Stieglitz e aprender sobre os fotógrafos Mathew Brady, Timothy O’Sulivan, Paul Strand, Bill Brandt e Eugène Atget. Allan foi convocado para a Segunda Guerra Mundial, onde tornou-se, inclusive, fotógrafo para o Corpo de Comunicações do Exército dos Estados Unidos.
Em 1946, após Allan voltar da guerra, o casal decidiu começar uma carreira como fotógrafos de moda, o que os levou a começar uma agência de fotografia chamado Diane & Allan Arbus, com Diane como diretora artística e Allan como fotógrafo. O primeiro trabalho do casal foi tirar fotos para propaganda da loja do pai de Diane – o primeiro de uma série de trabalhos que duraria mais de dez anos e daria sucesso à agência, cujo estilo foi feito por Diane, tendo Allen cuidando da parte técnica da fotografia. Contribuíram para as revistas Glamour, Seventeen, Vogue, Harper’s Bazaar e outras revistas de moda, apesar “de os dois odiarem o mundo da moda”.
Apesar do editorial de 200 páginas na Glamour e mais de 80 páginas para a Vogue, as fotografias de moda dos Arbus eram descrtias como de “qualidade média”. A famosa exposição de fotografia de 1955 de Edward Steichen, The Family of Man, incluiu uma fotografia dos Arbuses de um pai e um filho lendo um jornal.

### Independente
Em 1956, o casal fechou o negócio de fotografia, tendo o desprezo de Diane pelo mundo da moda aumentado, e a depressão começado a surgir, como ocorreu com a sua mãe. O fim do negócio deu início à carreira individual de Diane (algo inconvencional para uma mulher da época), preparada pelos estudos que ela teve com Lisette Model, iniciados no mesmo ano, e que levaram aos métodos mais conhecidos e o estilo de Diane, apesar de antes já ter tido aulas de fotografia com Berenice Abbott. Nesses primeiros momentos da carreira própria, Arbus publicou em revistas como a Esquire, a Harper’s Baazar e a The Sunday Times Magazine.
No 1959, Arbus conheceu Marvin Israel, seu segundo professor que rapidamente tornou-se uma das suas principais influências e a introduziu nas técnicas do mundo comercial (o que ajudou o prosseguimento da sua carreira, pois Arbus era muito tímida e hesitante quanto às oportunidades profissionais de sua fotografia). Israel tornou-se, em 1961, o diretor artístico da Harper’s Bazaar, podendo então ajudá-la ainda mais publicando-a na revista. No verão do mesmo ano, Arbus levou seu portfólio para a Esquire e mostrou para Harold Hayes, editor de artigos, o que acabou por levar ao convite, de alguns meses mais tarde, para que ela fotografasse um ensaio da vida noturna de Nova York. O editorial foi publicado sob o título de The Vertical Journey: Six Movements of a Moment Within the Heart of the City, em julho de 1960, contendo os retratos de Arbus para seis cenas cotidianas da vida nova-iorquina.
O editorial foi o primeiro passo de uma carreira própria com a qual Arbus colaborou para publicações como a Nova, New York, Essence, The New York Times, Holiday, Sports Illustrated e The Saturday Evening Post. Publicou nessa época diversas contribuições, tentando manter sua integridade artística ao mesmo tempo em que sustentava-se economicamente através da fotografia, um dilema também enfrentado por outros colegas de profissão.
Por volta de 1962, Arbus trocou sua câmera, uma Nikon de 35 mm, por uma Rolleiflex utilizando filme de 120 mm, o que permitiu que suas fotografias ficassem menos granuladas e mais claras. As dimensões das fotografias feitas por essa nova câmera, 60 x 60 mm, acabaram por tornar-se uma de suas assinaturas, assim como a atitude vulnerável dos fotografados que decorria do flash.
Em 1963, foi condecorada com a Bolsa Guggenheim por um projeto na categoria American rites, manners and customs, que foi renovada em 1966. Em 1964, Arbus começou a usar uma câmera refletiva de duas lentes Mamiya C33, junto com a sua Rolleiflex. Outra técnica que usava em sua arte e que ia além dos equipamentos era a criação de uma forte relação pessoal com os fotografados e o registro múltiplo deles, muitas vezes tirado durante vários anos.

### Maturidade
Seus trabalhos artísticos independentes de revistas tornaram-na uma figura subversiva: primeiro em 1965, oito anos depois de sua primeira foto de uma travesti, quando expôs algo parecido em Recent Acquisitions no MoMA, curada pelo fotógrafo John Szarkowski e que causou polêmica entre a crítica e o meio artístico, angariando inclusive elogios pela inovação por Andy Warhol; e depois em 1970, com a publicação de Dois homens dançando em um baile drag. Por essa época Arbus começou a cansar-se ainda mais do mundo da moda e das fotografias por encomenda – e também aqui começou a explorar novas áreas: além das fotografias de grupos tipicamente marginalizados na época, começou a fotografar casais, famílias, nudistas, gêmeos e trigêmeos.
Em 1967, apresentou-se novamente no MoMA, em uma exposição maior, a New Documents, ao lado de fotógrafos como Garry Winogrand e Lee Friedlander, com o mesmo curador, Szarkowski, e que deu a ela a esperança de que, com um sucesso na exposição, poderia conseguir sustentar-se através de outras exposições e diminuir as suas contribuições ao mundo da moda, o que já estava fazendo com o aumento da sua fama como artista. A crítica reagiu positivamente, apesar de o sucesso da exposição ter consolidado a opinião, temida por ela mesma, de que era uma “fotógrafa de aberrações”.
Em dezembro, foi contratada por Clay Falker para fotografar a atriz Viva para a então recém-criada New York Magazine, entregando uma série de fotos de nus, publicada na edição de 29 de abril de 1968. A edição gerou uma sucessão de escândalos: Viva achou que foi enganada por Arbus e deu início a um processo, apesar de depois tê-lo abandonado; o público e os patrocinadores ficaram tão chocados que a revista perdeu mais de um milhão em patrocinadores, a maioria dos quais não voltou. O jornalista Tom Morgan disse que essas fotografias foram “divisores de água. Elas quebraram as barreiras entre vida privada e vida pública”.
Ao fim da década de 1960 havia construído uma carreira sólida e respeitada, e passou a ensinar fotografia na Parsons School of Desgin e no Cooper Union, em Nova Iorque, e a Rhode Island School of Design, em Providence, Rhode Island. A consolidação de sua carreira e as aulas dadas fizeram com que a nova geração de fotógrafos de então a visse como um exemplo.
Nos seus últimos anos, usando luzes mais claras, tirou uma série de fotografias de pessoas com deficiência intelectual demonstrando diversas emoções. No começo, Arbus as considerou “líricas e doces e belas”, mas em junho de 1971 ela disse a Lisette Model que odiava-as.
Ligando-se a fotógrafos contemporâneos como Robert Frank e Saul Leiter, também ajudou a consolidar o termo “escola Nova Iorque de fotografia de 1936 a 1963”, usado por Jane Livingston. Outro fotógrafo com o qual manteve contato foi seu contemporâneo Richard Avedon, cuja vida e obra coincidiam com a da própria Arbus em certas características.

## Filmografia
- Fur: An Imaginary Portrait of Diane Arbus - filme livremente inspirado no livro Diane Arbus: A Biography, de Patricia Bosworth.